# نوریکو ماتسودا
نوریکو ماتسودا (انگلیسی: Noriko Matsuda؛ زادهٔ ۵ مارس ۱۹۵۲) بازیکن والیبال اهل ژاپن است.